# Sen Jakuba
Sen Jakuba – obraz hiszpańskiego malarza barokowego Jusepe de Ribery. 
Temat obrazu został zaczerpnięty ze Starego Testamentu z Księgi Rodzaju. Opowiada o śnie Jakuba i ukazanej w nim drabinie sięgającej do nieba. Po drabinie schodzili w dół i wchodzili w górę aniołowie. Na szczycie Jakub ujrzał Boga a miejsce, w którym Jakub miał widzenie nazwał Betel. 
Temat snu o Drabinie Jakubowej był wielokrotnie przedstawiany przez artystów różnych epok. Interpretacja Ribery odchodzi od tradycyjnego przedstawiania motywu. Artysta zrezygnował z przedstawienia drabiny i aniołów stąpających po szczeblach. Ukazał śpiącego mężczyznę w bardzo naturalistyczny sposób. Zgodnie z legendą Jakub leży na ziemi z głową wspartą ramieniem, leżącą na kamieniu. Jego szaty ledwo zauważalne na tle nagich skał i ziemi kontrastują z zajmującym połowę obrazu zachmurzonym niebem. Jedynie rozmyta smuga światła padająca z nieba na promieniującą twarz sugeruje o jego wizji. Z lewej strony, wśród kamienistego pustkowia, z suchego konaru wyrasta kwitnąca gałąź, skierowana w stronę niebiańskiego światła. Wykorzystanie perspektywy i złożonych przekątnych są typowym elementem malarstwa barokowego. Kontrasty światła i cienia, zdradzają wpływy Caravaggia i koloryzmu weneckiego.
Obraz został zakupiony przez królową hiszpańską Elżbietę Farnese jako dzieło innego hiszpańskiego artysty Murillo i przez wiele lat było błędnie przypisane temu malarzowi. 
Reprodukcja obrazu trafiła na rewers hiszpańskiej monety o nominale 10 euro. Moneta została wydana jako część cyklu monet okolicznościowych IV serii pt. Wielcy malarze hiszpańscy.